# 現代牧業
中國現代牧業控股有限公司，簡稱中國現代牧業控股、中國現代牧業，以及現代牧業（英語：China Modern Dairy Holdings Ltd.，港交所：1117），在2005年，由鄧九強（前董事長）、高麗娜和鄧源，於安徽馬鞍山市（總部）成立「现代牧业（集团）有限公司」。現時主要股東為中糧集團，而其中前股東科爾伯格－克拉維斯－羅伯茨因為出售股權而有所變動。
董事長為于旭波。業務在中國內地經營奶牛养殖和牛奶生产。
股份在2010年11月26日於港交所主板上市。招股價為3.69港元，全球發售為12億股，集資額為26億港元。
2017年1月4日，蒙牛斥資逾18.73億港元增持現代牧業9.65億股份，持股量由25.4%增至39.9%，同時以每股0.25美元或1.94港元向現代牧業提出全購

## 外部連結
- moderndairyir.com （页面存档备份，存于）
- 官方网站